# Santana do Paraíso
Santana do Paraíso (en español: Santana del Paraíso), es un municipio del estado de Minas Gerais, en Brasil. Se localiza en la Región Metropolitana de Vale do Aço.
Limita con los municipios de Belo Oriente, Mesquita, Ipatinga, Caratinga e Ipaba.
- Datos: Q929590
- Multimedia: Santana do Paraíso / Q929590